# Ryszard Majer
Ryszard Bogdan Majer (ur. 4 sierpnia 1971 w Częstochowie) – polski polityk, nauczyciel akademicki, urzędnik i samorządowiec, w latach 2009–2010 zastępca prezydenta Częstochowy, senator IX, X i XI kadencji.

## Życiorys
Syn Zenona i Zofii. Absolwent Wyższej Szkoły Pedagogicznej w Częstochowie, odbył również studia podyplomowe z zakresu organizacji i zarządzania w pomocy społecznej na Uniwersytecie Łódzkim. W 2014 na Uniwersytecie Kardynała Stefana Wyszyńskiego w Warszawie uzyskał stopień doktora nauk społecznych w zakresie nauk o polityce na podstawie pracy zatytułowanej Samorząd terytorialny a zmiany demograficzne – programowanie lokalnej polityki społecznej wobec starości w województwie śląskim. Jako nauczyciel akademicki związany z Instytutem Pedagogiki Akademii im. Jana Długosza w Częstochowie.
Pracował jako urzędnik, w 1999 został szefem ośrodka zamiejscowego Wydziału Polityki Społecznej Śląskiego Urzędu Wojewódzkiego, obejmował stanowiska dyrektora Śląskiego Centrum Zdrowia Publicznego w Katowicach i zastępcy wojewódzkiego inspektora inspekcji handlowej. Został członkiem NSZZ „Solidarność” oraz Prawa i Sprawiedliwości. W latach 2006–2009 był radnym i wiceprzewodniczącym sejmiku śląskiego III kadencji. Złożył mandat w związku z nominacją na wiceprezydenta Częstochowy (do 2010). W kolejnej kadencji samorządu był radnym miejskim, a w 2014 ponownie zasiadł w sejmiku śląskim.
W wyborach parlamentarnych w 2015 z ramienia PiS został wybrany do Senatu IX kadencji w okręgu wyborczym nr 68. W wyborach w 2019 i 2023 z powodzeniem ubiegał się o senacką reelekcję.
Jest żonaty, ma córkę i syna. W 2009 odznaczony Brązowym Krzyżem Zasługi.